# Axinandra
Axinandra es un género con cuatro especies de plantas con flores perteneciente a la familia Crypteroniaceae. Se distribuyen, una en Sri Lanka (A. zeylanica) y las otras en Borneo y la Península Malaya. 

## Taxonomía
El género fue descrito por George Henry Kendrick Thwaites y publicado en Hooker's Journal of Botany and Kew Garden Miscellany 6: 66. 1854. La especie tipo es: Axinandra zeylanica Thwaites	

## Especies
- Axinandra alata Baill.
- Axinandra beccariana Baill.
- Axinandra coriacea Baill.
- Axinandra zeylanica Thwaites